# Doubling for Romeo
Doubling for Romeo er en amerikansk stumfilm fra 1921 af Clarence G. Badger.

## Medvirkende
- Will Rogers som Sam Cody / Romeo
- Sylvia Breamer som  Lulu / Juliet
- Raymond Hatton som Steve Woods / Paris
- Sidney Ainsworth som Pendleton / Mercutio
- Al Hart som Alec / Tybalt
- John Cossar som Foster / Capulet
- Charles Thurston som Duffy Saunders / Benvolio